# Solår
Solår är allmänt den tid som behövs för att en himlakropp ska fullborda ett helt varv runt den stjärna (sol) som himlakroppen roterar kring. Oftast menas med solår mer specifikt tiden för vår sols skenbara varv runt zodiaken, det vill säga då jorden roterar ett varv runt solen. Rent astronomiskt finns det flera definitioner på detta, till exempel sideriskt eller synodiskt år.
Försöken att sammanfoga solåret i en serie av hela dygn – ofta i kombination med månåret – har gett upphov till den mångfald av kalendrar och tideräkningssystem som mänskligheten använt sig av.